# Costera
Costera é um género botânico pertencente à família Ericaceae.

## Espécies
- Costera borneensis
- Costera cyclophylla
- Costera endertii
- Costera lanaensis
- Costera loheri
- Costera lucida
- Costera macrantha
- Costera ovalifolia
- Costera sumatrana
- Costera tetramera

1. ↑  «Costera — World Flora Online». www.worldfloraonline.org. Consultado em 19 de agosto de 2020